# Common Platform Architecture
Con il termine Common Platform Architecture (CPA), Intel indica l'intenzione dichiarata già a partire dalla metà del 2004, di unificare l'architettura di sistema su cui poggiano i suoi processori Xeon (con architettura IA-32) e Itanium 2 (con architettura IA-64). Intel da anni sta lavorando con diversi produttori di computer, tra cui HP e IBM, per sviluppare tale piattaforma di sistema unificata, e il risultato sarà il rilascio di future versioni dei due chip capaci di condividere lo stesso socket e diversi chipset.
Secondo tale strategia, un rivenditore dovrebbe quindi essere in grado di sviluppare un unico sistema capace di accogliere sia i processori Itanium 2 che gli Xeon, e di conseguenza gli acquirenti potranno acquistare un server basato su Xeon, notoriamente più economico e più semplice da gestire, e successivamente passare ad un sistema Itanium 2 semplicemente cambiando le CPU e il sistema operativo. Il cambio di sistema operativo è necessario in quanto è necessario che questo sia compilato espressamente per l'architettura di processore su cui verrà utilizzato.

## Primi esponenti della "Common Platform Architecture"
Inizialmente sembrava che i primi processori "intercambiabili" sarebbero stati Whitefield, per quanto riguarda la serie Xeon, e Tukwila (conosciuto anche come Tanglewood), per quanto riguarda gli Itanium 2.
Successivamente però, a fine 2005, lo sviluppo di Whitefield è stato sospeso per motivi non meglio precisati da Intel e il suo posto è stato preso dal progetto Tigerton che però non adotta il nuovo bus CSI (Common Serial Interconnect), che è stato recentemente rinominato da Intel QuickPath Interconnect, e che è il vero cardine della nuova piattaforma. Agli inizi del 2007 si è saputo che tale BUS, che sarà quindi condiviso sia dagli Itanium 2 sia dagli Xeon, arriverà solo con l'architettura Nehalem il cui primo esponente dovrebbe essere lo Xeon MP Beckton.
È da rimarcare il fatto che i due processori si basano su tecnologie e architetture molto differenti fra loro: Itanium 2 adotta l'architettura a 64 bit IA-64 basata sulla tecnologia EPIC di HP, mentre Xeon utilizza la stessa architettura x86 a 32 bit dei Pentium 4, Pentium D e Core 2 Duo (la IA-32). A metà 2004 sono arrivati i primi modelli di Xeon capaci di supportare l'indirizzamento della memoria a 64 bit, attraverso le famose estensioni EM64T, ma questo non comporta assolutamente un cambio di architettura da parte degli Xeon che rimangono comunque dei chip a 32 bit.
Gli analisti sostengono che la possibilità di condividere gli stessi componenti di Itanium 2, insieme al nuovo supporto alle istruzioni x86 a 64 bit, farà di Xeon una CPU sempre più appetibile anche sui server di fascia medio-alta. Ma Intel spera che avvenga anche il processo inverso, ovvero che Itanium 2 possa competere sempre più da vicino con i processori x86, in particolar modo gli Opteron di AMD, anche sul mercato dei server di fascia medio-bassa.